# Vice-Presidente do Tajiquistão
O vice-presidente da República do Tadjiquistão foi o segundo cargo mais poderoso do país até ser abolido, em 1992.

## Lista de vice-presidentes (1990-1992)
| Vice-presidente   | Início do mandato     | Fim do mandato | Presidente      |
| ----------------- | --------------------- | -------------- | --------------- |
| Izatullo Khayoyev | dezembro de 1990      | junho de 1991  | Qahhor Mahkamov |
| Vago              |                       |                |                 |
| Narzullo Dustov   | 2 de dezembro de 1991 | maio de 1992   | Rahmon Nabiyev  |